# Dichaea calyculata
Dichaea calyculata är en orkidéart som beskrevs av Eduard Friedrich Poeppig och Stephan Ladislaus Endlicher. Dichaea calyculata ingår i släktet Dichaea och familjen orkidéer. Inga underarter finns listade i Catalogue of Life.